# Margarita Tapia
Margarita Tapia (Margarita Tapia García; * 16. November 1976 in Mexiko-Stadt) ist eine mexikanische Langstreckenläuferin, die ihre größten Erfolge im Marathon hat.
2000 kam sie bei den Halbmarathon-Weltmeisterschaften in Veracruz auf den 33. Platz. 2001 wurde sie über 1500 m nationale Meisterin und gewann bei der Zentralamerika- und Karibikmeisterschaft Silber über 1500 m und 5000 m. 2002 wurde sie Dritte beim Maratón de la Comarca Lagunera und iberoamerikanische Vizemeisterin über 3000 m.
2004 siegte sie beim Houston-Marathon und qualifizierte sich damit für die Olympischen Spiele in Athen, bei denen sie auf Rang 38 einlief.
2008 gewann sie den Guadalajara-Marathon und 2009 den Culiacán-Marathon. Beim Maratón de la Comarca Lagunera erreichte sie als Erste das Ziel, wurde aber bei der Dopingkontrolle positiv auf Betamethason getestet und wegen dieses Verstoßes gegen die Dopingbestimmungen disqualifiziert und für sechs Monate gesperrt.

## Persönliche Bestzeiten
- 1500 m: 4:19,1 min, 22. Juni 2002, Tijuana
- 3000 m: 9:07,64 min, 23. Juni 2004, Richmond
- 5000 m: 15:35,40 min, 26. Juni 2004, Vancouver
- 10.000 m: 32:28,66 min, 5. Juli 2004, Burnaby
- Halbmarathon: 1:11:05 h, 4. April 2004, Monterrey
- Marathon: 2:28:36 h, 18. Januar 2004, Houston